# Salanhac (Cruesa)
Salanhac (en francès Le Grand-Bourg) és una localitat i comuna de França, a la regió de la Nova Aquitània, departament de la Cruesa. És la capçalera i major població del cantó homònim. La seva població al cens de 1999 era de 1.244 habitants. Està integrada a la Communauté de communes de Bénévent-Grand-Bourg, de la que n'és la població més gran.

## Demografia
| 1968 | 1975 | 1982 | 1990 | 1999 |
| ---- | ---- | ---- | ---- | ---- |
| 1861 | 1564 | 1369 | 1323 | 1244 |

## Administració
| Període   | Identitat       | Partit |
| --------- | --------------- | ------ |
| 1947-1952 | Marcel Chapeau  |        |
| 1952-1965 | René Valadon    |        |
| 1965-1982 | Lucien Lacroix  | PCF    |
| 1982-1983 | Guy Sornin      |        |
| 1983-1989 | Pierre Olive    |        |
| 1989-2008 | Pierre Moreau   |        |
| 2008-     | Mireille Ricard |        |